# Narcissus alleniae
Narcissus alleniae är en amaryllisväxtart som beskrevs av Donn.-morg. Narcissus alleniae ingår i släktet narcisser, och familjen amaryllisväxter. Inga underarter finns listade i Catalogue of Life.